# Fernand Bachelard
Pour les articles homonymes, voir Bachelard (homonymie).
Fernand Bachelard, né le 11 juillet 1922 à Templeuve et mort le 3 janvier 1976 à Gerpinnes, est un Belge de grande taille connu dans le monde entier à son époque comme le « Géant Atlas ». 

## Biographie
Fernand Bachelard est né le 11 juillet 1922 à Templeuve dans le Hainaut. Enfant, il est le plus petit de la famille mais cela ne dure pas car à l'adolescence, il se met à grandir de façon exagérée et sa croissance se poursuit : à 18 ans, il mesure 1,90 m ; en 1943, il atteint  2,10 m, pèse 150 kg et chausse du 50 ; en 1972 sa taille est de 2,35 m pour un poids de 240 kg et une pointure de 62.
Il s'engage dans l'armée française lors de la Seconde Guerre mondiale ; blessé et rapatrié en Belgique, il refuse de travailler pour les Allemands et se cache. À la fin du conflit, il désire s'engager dans l'armée belge mais il est rejeté à cause de sa grande taille. D'abord exhibé à la foire du Midi, il devient ensuite boxeur, basketteur, puis catcheur, sous le pseudonyme d'Atlas, et gagne tous ses combats grâce à ses 200 kg, mais à cause de son gabarit hors norme la Fédération belge de catch refuse sa réaffiliation.
Il part à Cannes pour faire des galas, puis à Paris pour y faire des publicités. Il participe à l'émission télévisée 36 chandelles et à l'opération Reine d'un jour avec Jean Nohain et Fernand Raynaud avec qui il fait le tour de la France. Son succès le conduit dans toute l’Europe, aux États-Unis, en Australie, en Afrique.
Le 5 novembre 1960, sa mère ouvre un café à Bon-Secours en présence de ses amis et de Jean Nohain, il arrête ses tournées pour aider sa mère et ne fait plus que quelques galas par an. Sa mère meurt en 1966. Il reprend le café et épouse Renée Colin en 1972. Sa santé se dégrade, il doit être amputé d'une jambe et meurt à Gerpinnes le 3 janvier 1976,, à l’âge de 53 ans. Il est enterré au cimetière de Roucourt (première tombe à droite) ; son épouse, décédée en 2002, repose à ses côtés.

## Postérité
Un musée lui est dédié après sa mort, mais est détruit par un incendie à peine un an après son ouverture. Il est également cité comme l'un des personnages importants de la Belgique et étant considéré comme l'antipode du "petit Belge" dans un roman de Patrick Roegiers. 
Depuis 1994, Bon-Secours, section de la ville de Péruwelz, a un géant en osier porté en l'honneur de Fernand Bachelard.